# مقدونیه شمالی
مَقدونیهٔ شمالی (به مقدونی: Северна Македонија) با نام رسمی جمهوری مقدونیهٔ شمالی (به مقدونی: Република Северна Македонија) کشوری محصور در خشکی واقع در جنوب‌شرقی اروپا در ناحیه شبه جزیره بالکان است. مقدونیه با مساحت ۲۵٬۷۱۳ کیلومتر مربع، صدوچهل‌ونهمین کشور بزرگ و با جمعیت ۲٬۰۸۳٬۳۷۴ صدوچهل‌وهشتمین کشور پرجمعیت جهان است. مقدونیه شمالی از شمال با صربستان و کوزوو، از غرب با آلبانی، از شرق با بلغارستان و از جنوب با یونان همسایه است. پایتخت و بزرگ‌ترین شهر آن اسکوپیه، زبان رسمی آن مقدونی و آلبانیایی؛ و واحد پول آن دینار مقدونیه است.
جمهوری سوسیالیستی مقدونیه در سپتامبر ۱۹۹۱ از یوگسلاوی پیشین مستقل شد، و از آن زمان تا فوریهٔ ۲۰۱۹ رسماً جمهوری مقدونیه شمالی نام داشت. تغییر نام رسمی جمهوری مقدونیهٔ به دنبال اصلاحیهٔ قانون در تاریخ ۱۲ فوریهٔ ۲۰۱۹ و تصویب توافقنامهٔ پرسپا و همچنین تأیید پروتکل پیوستن مقدونیه به ناتو در ۲۵ ژانویهٔ ۲۰۱۹ صورت گرفت که توسط پارلمان و مجلس یونان به‌طور ضمنی به انعقاد قرارداد با ۱۵۳ رأی موافق در برابر ۱۴۶ رأی مخالف موافقت کرد.
از آنجا که تقریباً یک چهارم جمعیت آن بیکار هستند، اسکوپیه تلاش دارد با عضویت در اتحادیهٔ اروپا، تا حدودی بر مشکلات خود فائق آید.
مشکلات با یونان بر سر نام کشور مقدونیه شمالی از دیگر مسائلی بود که دولت اسکوپیه با آن مواجه بود. از زمان اعلام استقلال مقدونیه در سال ۱۹۹۱ از یوگسلاوی پیشین، این کشور با یونان بر سر نام جمهوری مقدونیه اختلاف داشت.
دولت آتن به دلیل اینکه ناحیه مقدونیه بخش بسیار بزرگی از خاک یونان را شامل می‌شده، نگران این مسئله بود که دولت مقدونیه بعدها ادعایی دربارهٔ این بخش از یونان مطرح کند و به همین دلیل خواهان تغییر نام جمهوری مقدونیه شمالی بود. روز جمعه ۱۱ ژانویهٔ ۲۰۱۹ پارلمان مقدونیه با اصلاح قانون اساسی رای به تغییر نام این کشور به «جمهوری مقدونیهٔ شمالی» داد تا در توافق با یونان، ۲۷ سال مناقشهٔ این دو کشور پایان یابد. پارلمان یونان نیز بر توافق به‌عمل آمده مهر تأیید زد.
یونان که با جمهوری مقدونیه شمالی بر سر نام آن اختلاف سیاسی داشت، تنها مانع بزرگ در مسیر مراحل عضویت مقدونیه شمالی در ناتو به‌شمار می‌رفت که دولت اسکوپیه به دفعات برای رفع این مسئلهٔ مهم رایزنی می‌کرد. حل و فصل مسئله نام مقدونیه می‌تواند راه را برای عضویت این کشور بالکان غربی در ناتو هموار کند. در ۱۲ ژوئن ۲۰۱۸ دولت‌های مقدونیه و یونان به توافق رسیدند تا نام مقدونیه به‌طور رسمی به جمهوری مقدونیه شمالی تغییر پیدا کند و به این ترتیب منازعات مابین این دو کشور به پایان برسد.
در ادامهٔ این تغییر و تحولات مقدونیه شمالی در ۲۷ مارس ۲۰۲۰ به عضویت پیمان آتلانتیک شمالی - ناتو درآمد.

## ریشه نام
«Mac» یا «مک» به معنی فرزند در زبان‌های هندواروپایی است و «don» به معنی آب است و Macedonia به معنی (فرزندان آب‌ها) است.

## تاریخ
در سده ششم و پنجم پیش از میلاد، مقدونیه پادشاهی مستقل خود را داشت که برخلاف آتن و اسپارت در یونان، هم‌پیمان هخامنشیان بود. این اتحاد به اندازه‌ای بود که اسکندر، پادشاه مقدونیه در آن‌زمان، نقش سفیر ایران را در یونان ایفا می‌کرد. در سده چهارم پیش از میلاد مسیح، فیلیپ مقدونی سرزمین مقدونیه در شمال یونان را به زیر سلطه گرفت و با تأسیس یک ارتش نیرومند با سپاهیان فالانژ و آوردن فیلسوفان بزرگی چون ارسطو به آنجا، برای کشور خود به پایتختی پلا آوازه‌ای فراهم کرد. با این‌حال اقدامات به موقع پادشاه هخامنشی، اردشیر سوم، مانع از توسعه طلبی او شد. با مرگ او، فیلیپ به شهرهای یونانی یورش برده و برخی از آنان را مجبور به اطاعت از خود کرد. او از ضعف سیاسی ایران پس از اردشیر سوم بهره‌برداری کرده و تلاش کرد با شعار آزادسازی شهرهای یونانی از یوغ ایرانیان، پشتیبانی یونانی‌ها را به‌دست‌آورد؛ که در همین زمان در یک مراسم جشن در یونان (احتمالاً با توطئه همسرش المپیاس و پسرش اسکندر) به طرز مرموزی کشته شد. پس از او پسرش اسکندر مقدونی، کارهای ناتمام پدر را تکمیل کرده و چیرگی مقدونی‌ها بر همه یونان اروپایی را محقق کرد. برخی شهرهای یونانی از ترس به مقدونی‌ها پیوستند و بسیاری مقاومت کرده و شکست خوردند؛ مثلاً شهر تبس پس از شکست از اسکندر، به‌طور کامل به اسارت و بردگی گرفته شد؛ و آن‌گاه اسکندر در ۳۳۶ پیش از میلاد به داریوش سوم، واپسین پادشاه هخامنشی، اعلام جنگ کرد. او پس از شش سال جنگ، موفق به فتح امپراتوری ایران شد. با درگذشت او در ۳۲۲ پ. م قلمرواش میان سه سردار او تقسیم شد. در این زمان مقدونیه، در اختیار آنتیگونس قرار گرفت. پس از چندی شهرهای یونانی بر مقدونی‌ها شوریده و یک به یک مستقل شدند.
در میانه سده دوم پیش از میلاد، رومی‌ها، مقدونیه را تصرف کردند و پس از تزار سیمون نیز این سرزمین با پادشاهی فرزند او (تزار ساموئل) به زیر کنترل بلغارها رفت. شکست ساموئل در برابر بیزانسی‌ها در سال ۱۰۱۴ میلادی باعث شد تا کشور مقدونیه برای مدت طولانی بین بیزانسی‌ها، بلغارها و صرب‌ها رد و بدل شود و هر کدام از این قدرت‌ها برای مدتی مقدونیه را در تصرف داشته باشند.
در سال ۱۳۸۹ میلادی، زمانی که مقدونیه در تصرف صرب‌ها بود، عثمانی‌ها نیز اقدام به تصرف مقدونیه کرده و موفق شدند تا مقدونیه و صربستان را به‌طور کامل با رهبری اوتوم به تصرف درآورد. با شکست خوردن ترک‌های عثمانی در سال ۱۳۸۷ میلادی، توسط روسیه بار دیگر مقدونیه با عقد عهدنامه سنت استفانو بین روسیه و بلغارستان به بلغارستان ملحق شد ولی دوباره ترک‌های عثمانی توانست با پشتیبانی غرب مقدونیه را از بالکان جدا کند. سرانجام در سال ۱۸۹۳ انقلابی‌های مقدونی حزب انقلابیون مقدونیه را تشکیل دادند و به مبارزه برای به‌دست آوردن استقلال علیه دولت عثمانی پرداختند؛ ولی در ماه مه سال ۱۹۰۳ که انقلابیون به اوج قدرت خود رسیده بودند توسط دولت به طرز وحشیانه‌ای قتل‌عام شدند و رهبر آن‌ها کووچه دلکی به سمبل میهن‌پرستی مقدونیه تبدیل شد.
در جنگ نخست بالکان در سال ۱۹۱۲ کشورهای بلغارستان، یونان و صربستان باهم علیه ترک‌ها متحد شدند ولی بازهم نتوانستند مقدونیه را باز پس بگیرند. در جنگ دوم بالکان (۱۹۱۳) این سه کشور موفق به پس گرفتن مقدونیه از ترک‌ها شدند ولی صربستان و یونان با کنار گذاشتن بلغارستان، مقدونیه را بین خود تقسیم کردند. انقلابیون مقدونیه که خواستار استقلال بودند علیه حکومت پادشاهی صربستان دست به تظاهرات و اعتراض زدند ولی پادشاه زبان مقدونیه‌ای و حتی نام مقدونیه را در سراسر کشور ممنوع اعلام کرد. با این حال انقلابیون مقدونیه در طول جنگ جهانی دوم برای صربستان جنگیدند و به همین دلیل بعد از جنگ جهانی دولت مقدونیه در درون یوگسلاوی به صورت یک استان خود مختار درآمد. همچنین اولین قوانین زبان مقدونیه‌ای و اولین کلیسای مستقل ارتدوکس مردم مقدونیه در سال ۱۹۵۲ برپا شد.
در ۸ سپتامبر ۱۹۹۱ مردم مقدونیه با انجام یک همه‌پرسی و با ۷۴٪ رأی موافق مقدونیه را به‌عنوان یک کشور مستقل از یوگسلاوی جدا کردند. اولین رئیس‌جمهور جمهوری مقدونیه که کمی پیش از همه‌پرسی به سمت خود انتخاب شده بود، کیرو گلیگروف نام داشت. دولت یوگسلاوی نیز با این موضوع موافقت کرد و مقدونیه را از افراد ارتش خود به‌طور کامل تخلیه کرد و بخاطر صلح‌آمیز بودن این جدایی راه‌های ارتباطی (راه‌آهن و راه‌های زمینی) بین دو کشور قطع نشد و بعد از مدتی دولت یوگسلاوی تعدادی از نیروهای خود را برای مشخص کردن مرز دو کشور به مقدونیه فرستاد. بر اساس توافق مرز دوکشور از استان کوزوو در یوگسلاوی تعیین شد.

### مقدونیه یونان و اختلافات با جمهوری مقدونیه

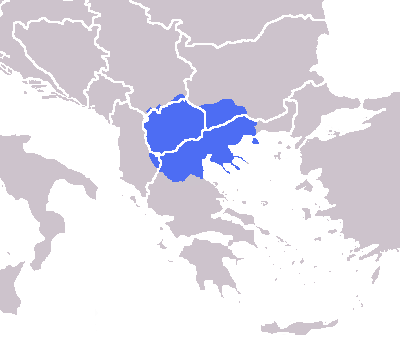
ناحیه مقدونیه میان یونان و مقدونیه شمالی

یونان بخاطر اینکه مقدونیه قدیم بخش بسیار بزرگی از یونان را نیز شامل می‌شد و از اینکه دولت مقدونیه ادعایی نسبت به این بخش پیدا کند درخواست تغییر نام مقدونیه را داد و به صورت توافقی نام مقدونیه به جمهوری یوگسلاویایی مقدونیه تغییر داده شد ولی ۱۹۹۵ که مقدونیه پرچم کشور خود را تغییر داد خواستار مذاکره با یونان برای حل مسئله نام مقدونیه شد. با کشته شدن رئیس‌جمهور مقدونیه در بمب‌گذاری این مذاکرات به جایی نرسید.
مناقشه میان اسکوپیه و آتن به دوران استقلال ۱۹۹۱ مقدونیه از یوگسلاوی بازمی‌گردد و همین امر موجب تنش‌آلود شدن و مسموم شدن روابط دوستانه شده است. از همان ابتدا یونان با استفاده همسایه‌اش از نام «مقدونیه» برای خود که همچنین نام یکی از مناطق شمال یونان است، مخالف بود.
یونانی‌ها از بابت «مصادره تاریخی» نگران هستند، به عنوان مثال دو طرف مدعی هستند که «اسکندر مقدونی» متعلق به آنهاست و همچنین نام «مقدونیه» به منطقه گسترده‌تری اشاره دارد. آتن و اتحادیه اروپا این کشور کوچک محاط در خشکی را به نام موقت آنکه «جمهوری مقدونیه یوگسلاوی سابق» (FYROM) است، می‌شناسند و این کشور با همین نام در سازمان ملل متحد عضو شده است.
اسکوپیه مدت‌ها اصرار داشت که تعیین این نام موقت است اما زوران زائف، نخست‌وزیر جدید از حزب سوسیال دموکراتیک موضع خود را نرم‌تر کرد و از سلف‌های ناسیونالیست خود فاصله گرفت. زائف در سفری به مقر ناتو در بروکسل گفت: ما با FYROM می‌توانیم عضوی از ناتو شویم.
آتن به عنوان عضو ناتو و اتحادیه اروپا تلاش‌های مقدونیه برای عضویت در این نهادها را وتو می‌کند اما جدول زمانی برای دیدارهای دوجانبه برای حل این مناقشه اکنون تنظیم شده است. یونانی‌ها در هرگونه اظهار نظری به کشور همسایه خود با نام «اسکوپیه» اشاره می‌کنند که نام پایتخت مقدونیه است.

### تغییر نام مقدونیه به جمهوری مقدونیه شمالی
روز جمعه ۱۱ ژانویه ۲۰۱۹ پارلمان مقدونیه با اصلاح قانون اساسی رأی به تغییر نام این کشور به «جمهوری مقدونیه شمالی» داد تا در توافق با یونان، ۲۷ سال مناقشهٔ این دو کشور پایان یابد. البته زمانی نام جمهوری مقدونیه شمالی رسماً به کار گرفته و استفاده خواهد شد که پارلمان یونان نیز بر توافق به‌عمل آمده مهر تأیید بزند؛ زیرا بسیاری از شهروندان و سیاستمداران یونان کشور مقدونیه را بخشی از تمدن، فرهنگ و قلمروی سرزمین تاریخی خود می‌دانند.
علی‌رغم مخالفت حزب مخالف دولت VMRO-DPNE در نشست پارلمان ۱۲۰ نفری مقدونیه، ۸۱ نماینده با تغییر نام کشورشان موافقت کردند.

## جغرافیا
بیشتر کشور مقدونیه را فلاتی با ارتفاع ۶۰۰ تا ۹۰۰ متر تشکیل می‌دهد. رودخانه واردار این کشور را به دو قسمت تقسیم می‌کند و در راه خود از وسط پایتخت (اسکوپیه) عبور می‌کند و در انتها به دریای اژه در نزدیکی شهر تسالونیکی یونان سرازیر می‌شود. دریاچه‌های مهم این کشور اهرید، پرسپا و دویران هستند که در جنوب شرقی مقدونیه قرار دارند. دریاچه اهرید عمیق‌ترین و پرسپا بزرگ‌ترین دریاچه منطقه بالکان هستند. در قسمت شمال غربی هم کوه‌های شار پلانینا مرز مقدونیه و کوزوو را مشخص می‌کنند که بلندترین قله آن با ارتفاع ۲۷۵۰ متر بلندترین نقطه مقدونیه نیز هست. پارک‌های ملی مقدونیه عبارت‌اند از پلیستر (غرب بیتولا)، گالیسیکا (بین دریاچه‌های اهرید و پرسپا) و ماوروو (بین شهرهای اهرید و تتوو).
برخی شناسه‌های جغرافیایی مقدونیه:
- مساحت کل: ۲۵٬۷۱۳ کیلومتر مربع
- مساحت خشکی: ۲۴٬۸۵۶ کیلومتر مربع
- مساحت آبی: ۴۷۷ کیلومتر مربع
- کشورهای همسایه: آلبانی – بلغارستان – یونان – صربستان
- میزان راه مرزی کل: ۷۴۸ کیلومتر
- میزان مرز با کشورهای مرزی: آلبانی ۱۵۱ کیلومتر – بلغارستان ۱۴۸ کیلومتر– یونان ۲۲۸ کیلومتر – صربستان ۲۲۱ کیلومتر
- آب و هوا: گرم – تابستان‌ها و پاییزهای گرم و خشک و زمستان‌های سرد با بارش سنگین برف
- وضعیت زمین‌ها: زمین‌های کوهستانی با رودخانه‌ها و دره‌های عمیق – سه دریاچه بزرگ – با رودخانه واردار به دو بخش تقسیم شده است.
- انواع زمین‌ها: زمین‌های کشاورزی ۲۵٪ - چراگاه ۲۵٪ - جنگل ۴۰٪ -زمین‌های دیگر ۱۰٪
- پست‌ترین نقطه: رودخانه واردار (۵۰ متر بلندتر از سطح دریا)
- بلندترین نقطه: کوه کوراب (۲۷۵۳ متر بلندتر از سطح دریا)
- معادن طبیعی: کروم – سرب – روی – منگنز – تنگستن – نیکل – سنگ آهن – گوگرد
- مشکلات محیطی: آلودگی هوا توسط کارخانه‌های ریخته‌گری

## سیاست

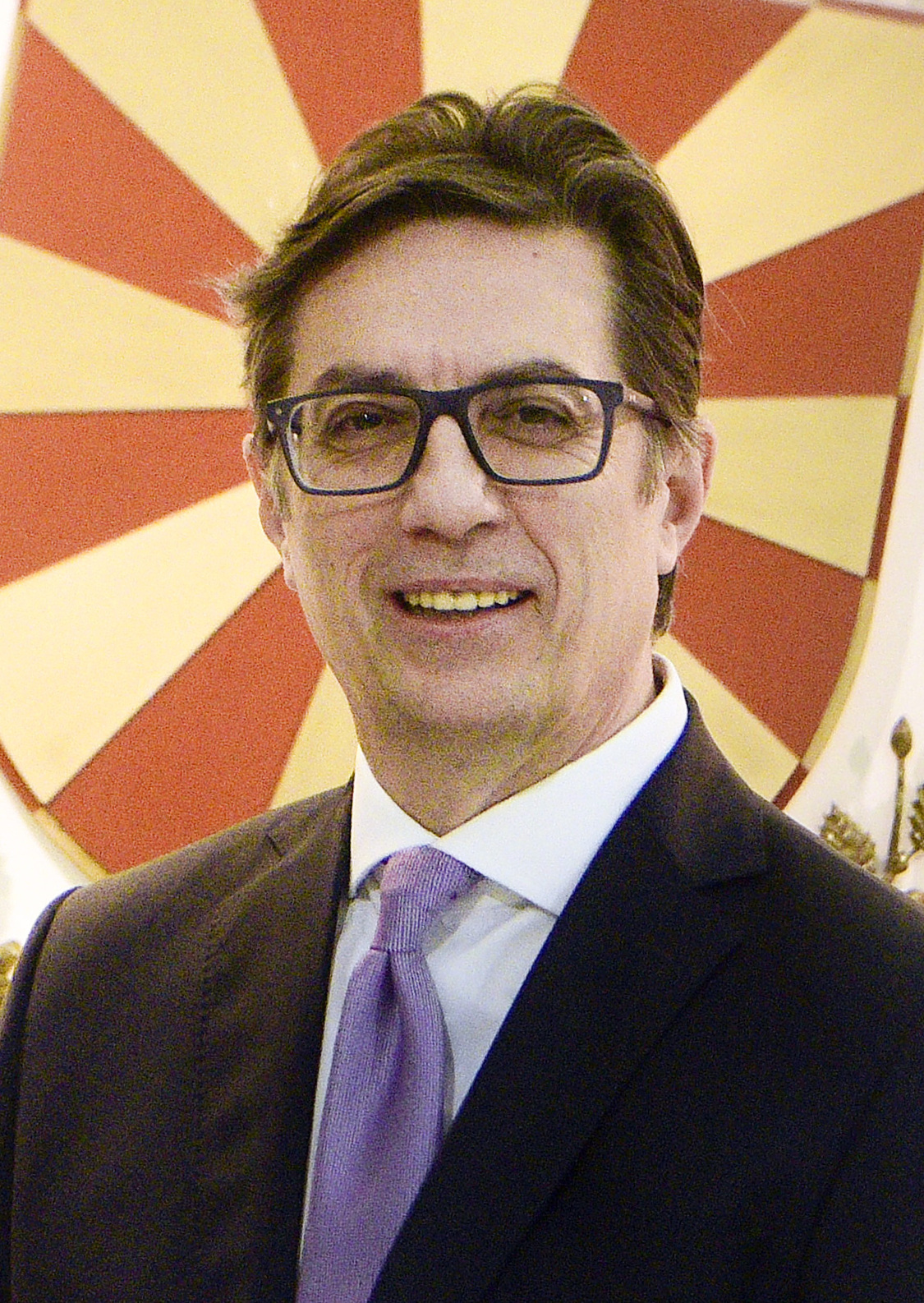
استیوو پاندوروفسکی پنجمین رئیس‌جمهور مقدونیه شمالی

اختلاف میان حزب سوسیالیست و سایر احزاب آلبانیایی‌تبار و به ویژه ملی‌گرایان پس از سال ۲۰۱۵ و پس از ادعای جنجال‌برانگیز احزاب اپوزیسیون که دولت را متهم به شنود غیرقانونی مکالمات حدود ۲۰ هزار شهروند از جمله پلیس، قضات، روزنامه‌نگاران و دیپلمات‌های خارجی کردند، وارد مرحلهٔ پیچیده‌ای شده است. اگرچه در سال ۲۰۱۵ با وساطت آمریکا و اتحادیهٔ اروپا توافقی میان احزاب سیاسی برای برگزاری انتخابات پارلمانی حاصل شد و به عنوان تنها راه‌حل سیاسی برای ثبات و صلح در این کشور، انتظار می‌رفت انتخابات پارلمانی بتواند آشتی سیاسی را میان بین احزاب این برقرار کند. اما برگزاری انتخابات زودرس در ۲۲ آذرماه ۱۳۹۵ و تنها دو و نیم سال پس از انتخابات پیشین پارلمانی، پیروزی ضعیف سوسیالیست‌ها و رقابت میان سوسیالیست‌ها و ملی‌گرایان برای تشکیل دولت جدید نتوانست شکاف داخلی را کاهش دهد. در انتخابات زودهنگام پارلمانی ائتلاف احزاب «ومرو» و «دپمنه» به رهبری «گرویفسکی» نخست‌وزیر پیشین با کسب بیش از ۴۴۴ هزار رأی مردم، پیروز این انتخابات بود.
حزب سوسیال‌دموکرات از اپوزیسیون تنها ۱۵ هزار رأی از رقیب خود در نهمین انتخابات پارلمانی کمتر داشت. انتخاب «طلعت جعفری» به عنوان رئیس جدید پارلمان مقدونیه از سوی نمایندگان سوسیالیست‌ها و احزاب آلبانیایی‌تبار آغاز تنش جدید میان نمایندگان احزاب پارلمانی بود. گروهی از مخالفان دولت، انتخاب رئیس جدید پارلمان را غیرقانونی و نقض قانون اساسی و غیردموکراتیک می‌دانند. در جریان ورود طرفداران مخالفان به صحن پارلمان و درگیری‌های فیزیکی صد تن مجروح شدند که بیشتر آنان از مخالفان بودند. به زعم مخالفان، بهترین راه برای خروج از بحران سیاسی، انتخابات زودرس پارلمانی همراه با انتخابات محلی است.

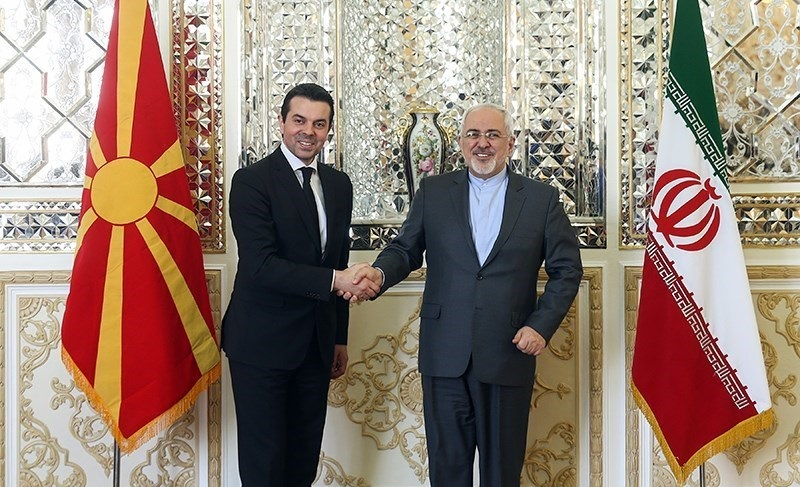
نیکولا پوپوسکی وزیر امورخارجه مقدونیه و ظریف وزیر امورخارجه ایران

دولت جدید امیدوار است تا مقدونیه را از وخیم‌ترین بحران سیاسی که از سال ۲۰۰۱ به بعد گریبانگیر این کشور می‌شود، خارج کند. مقدونیه از سال ۲۰۱۵ به بعد، دولت کارآمد نداشته است. در این سال، رسوایی اطلاعاتی دولت باعث برکناری آن شد.
اطلاعات کلی:
- نام قراردادی کشور: جمهوری یوگوسلاو مقدونیه
- نام محلی کشور: جمهوری مقدونیه
- نام خلاصه شده: F.Y.R.O.M
- نوع دولت: مردم‌سالاری
- تقسیمات کشوری: ۳۴ شهرستان
- تاریخ استقلال: ۱۷ سپتامبر ۱۹۹۱ (از یوگسلاوی)
- تعطیلی ملی: ۸ سپتامبر (روز استقلال ملی)
- قانون اساسی:

در تاریخ ۱۷ نوامبر ۱۹۹۱ تنظیم شد و از ۲۰ نوامبر ۱۹۹۱ به اجرا درآمد. حزب دموکرات آلبانیایی‌های مقدونیه که یکی از احزاب رسمی دولت مقدونیه است درخواست تغییر قانون اساسی را به‌صورتی که آن‌ها را به صورت یک حزب خودمختار بشناسد کرده است.
- سن رای دادن: ۱۸ سال به بالا
- رئیس‌جمهور کنونی: بوریس ترایکووسکی (از ۱۵ دسامبر ۱۹۹۹)
- نخست‌وزیر کنونی: لیوبکو گئورگیوسکی (از نوامبر ۱۹۹۸)
- انتخاب هیئت دولت: با رأی اعضای مجلس نمایندگان انتخاب می‌شوند.
- انتخاب رئیس‌جمهور: با رأی تمام مردم به مدت ۵ سال انتخاب می‌شود.
- انتخاب نخست‌وزیر: توسط رئیس‌جمهور انتخاب می‌شود.
- نتایج انتخابات پیشین: بوریس ترایکووسکی ۵۲٫۴٪ - پیتو پتکووسکی ۴۶٫۲٪
- انتخابات مجلس نمایندگان:

این مجلس دارای ۱۲۰ کرسی است که ۸۵ کرسی توسط کاندیداهایی که از طرف مردم انتخاب می‌شوند پر شده و ۳۵ کرسی نیز مختص نمایندگان احزاب مختلف است. انتخابات مجلس هر ۴ سال یکبار انجام می‌شود.
- پرچم: خورشید زردرنگ با پرتوهای درخشان در حال طلوع بر روی زمینه قرمز

## اقتصاد
- رشد اقتصادی: ۲٫۵٪ در سال
- راه‌های درآمد: کشاورزی ۱۳٪ - صنعت ۳۲٪ - خدمات ۵۵٪
- نرخ تورم: ۱٪
- نیروی کار: ۶۷۳٬۰۰۰ نفر
- شغلها: کشاورزی ۳۲٪ - صنعت ۳۰٪ - آزاد ۳۸٪
- درصد بیکاری: ۳۵٪
- درصد مردم زیر خط فقر: ۳۰٫۲٪
- سود سالانه: ۱٫۰۶ میلیارد دلار
- هزینهٔ سالانه: ۱ میلیارد دلار (۱۰۷ میلیون دلار هزینهٔ پایتخت)
- صنایع: زغال‌سنگ، کروم، سرب، روی، آلیاژ نیکل، منسوجات، صنایع چوب، تنباکو
- نرخ رشد محصولات صنعتی: -۲٪ در سال
- تولید برق سالانه: ۶٫۶۶۴ میلیارد کیلو وات ساعت
- مصرف برق سالانه: ۶٫۱۹۸ میلیارد کیلو وات ساعت
- منابع تولید برق: سوخت‌های فسیلی ۸۵٫۳۷٪ - منابع آبی ۱۴٫۶۳٪
- فراورده‌های کشاورزی: برنج، تنباکو، گندم، ذرت، ارزن، پنبه، کنجد، برگ توت، مرکبات، سبزیجات
- فراورده‌های دامی: گوشت گاو، گوشت خوک، ماکیان، گوشت گوسفند
- صادرات: ۱٫۲ میلیارد دلار در سال
- کالاهای صادره: غذا، آشامیدنی، تنباکو، صنایع دستی، آهن و فولاد
- صادرات به کشورهای: آلمان ۲۱٪ - صربستان و مونتنگرو ۱۸٪ - آمریکا ۱۳٪ - یونان ۷٪ - ایتالیا ۶٪
- واردات: ۱٫۵۶ میلیارد دلار در سال
- کالاهای وارده: ماشین‌آلات و تجهیزات، سوخت، مواد غذایی، مواد شیمیایی
- واردات از کشورهای: آلمان ۱۳٪ - صربستان و مونتنگرو ۱۳٪ - اسلوونی ۸٪ - اوکراین ۶٪ - ایتالیا ۶٪
- دریافت وام بین‌المللی: ۱٫۷ میلیارد دلار
- دریافت کمک‌های مالی: تایوان ۱۰٫۵ میلیون دلار، انگلیس ۱۰۰ میلیون دلار
- واحد پول: دینار مقدونیه = ۱۰۰ دنی

## ترابری
- مسافت کل راه‌آهن: ۶۹۹ کیلومتر
- مسافت قطار برقی: ۲۳۳ کیلومتر
- مسافت کل راه زمینی: ۸٬۶۸۴ کیلومتر

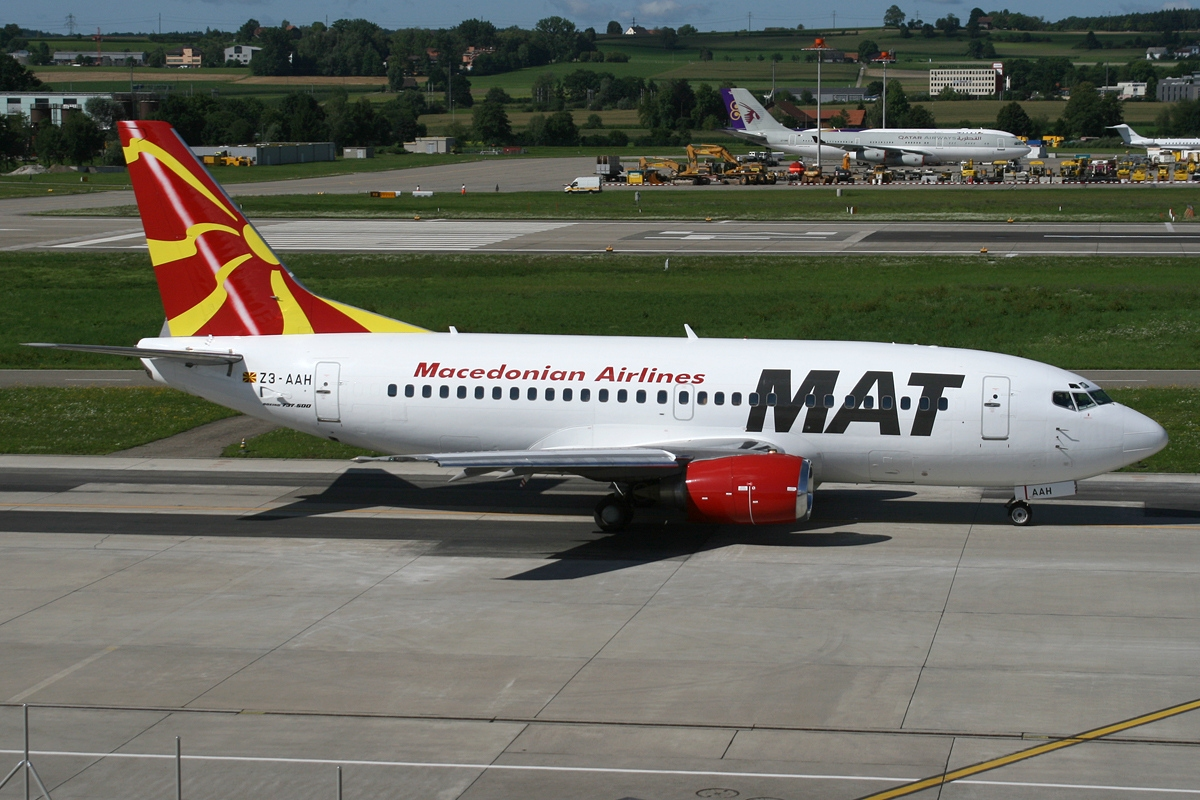
بوئینگ ۷۳۷ در خطوط هوایی می‌اِی‌تی

- مسافت راه زمینی آسفالته: ۵٬۵۴۰ کیلومتر
- مسافت راه زمینی غیرآسفالته: ۳٬۱۴۴ کیلومتر
- راه آبی: این کشور دارای راه آبی به دریاهای آزاد نیست و فقط دارای راه‌های ترابری در دریاچه‌ها است.
- میزان خطوط لوله‌کشی: ۱۰ کیلومتر
- تعداد فرودگاه‌ها: ۱۶ فرودگاه که از این تعداد فقط ۱۰ فرودگاه دارای باند فرود استاندارد هستند.

## ارتش

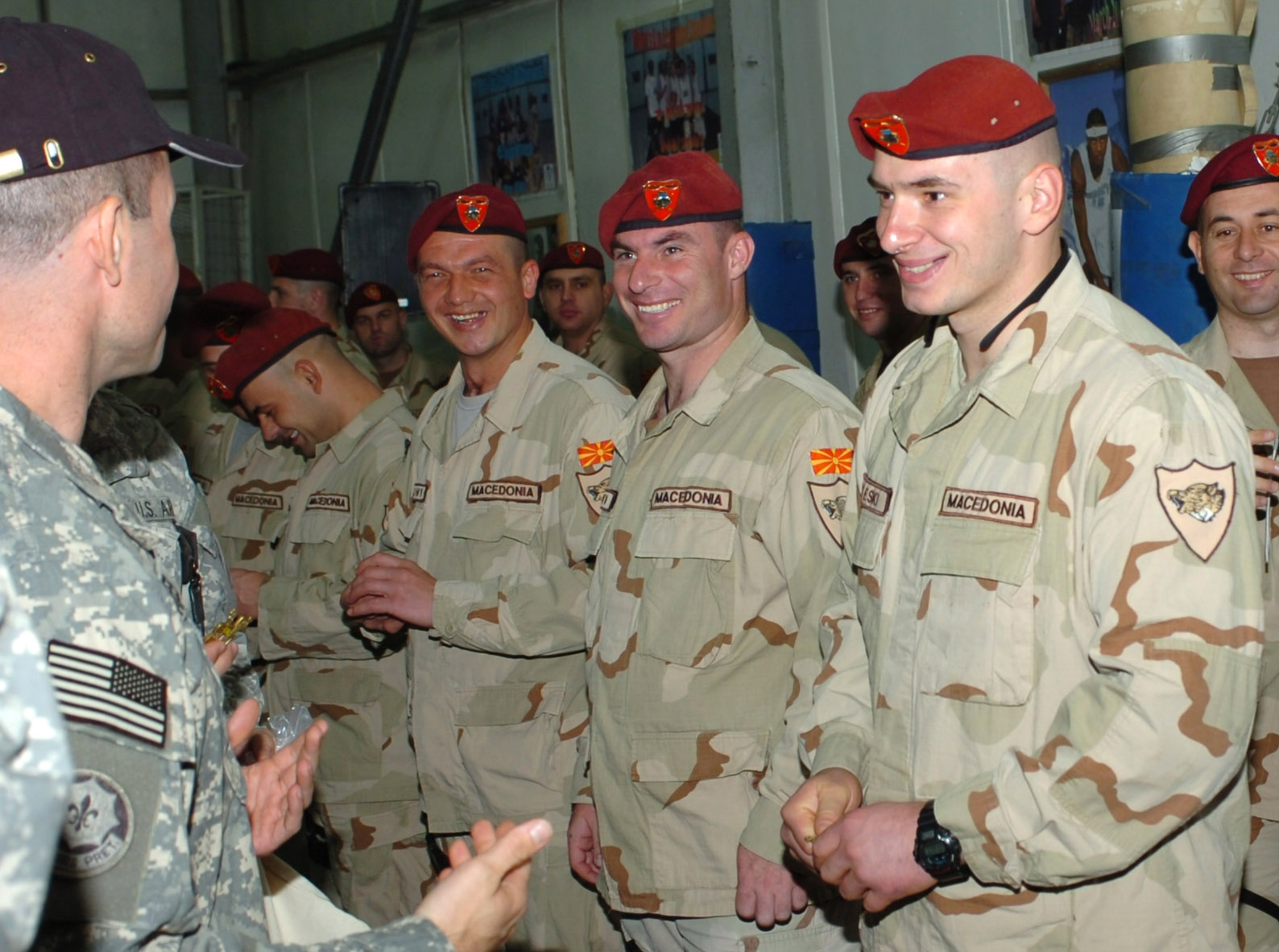
ارتش مقدونیه شمالی در سال ۲۰۰۷

نیروی‌های نظامی: ارتش، نیروی دریایی، نیروی هوایی، نیروی پلیس
- سن خدمت نظام وظیفه: ۱۸ سال
- میزان قوای نظامی انسانی: ۵۴۵٬۸۵۲ نفر
- تعداد نفرات مشمول نظام وظیفه: ۴۴۰٬۲۸۷ نفر
- تعداد مشمولان خدمت در سال: ۱۷٬۹۴۲ نفر
- میزان بودجهٔ نظامی: ۷۷ میلیون دلار در سال (۲٫۵٪ از کل بودجهٔ کشور)
- عضویت ناتو: از ۸ فروردین ۱۳۹۹ رسماً به عضویت خانوادهٔ ناتو (پیمان آتلانتیک شمالی) درآمد.

## مردم
- جمعیت: ۲٬۰۴۱٬۴۶۷ نفر (سال ۲۰۰۰)
- نسبت‌های سنی:

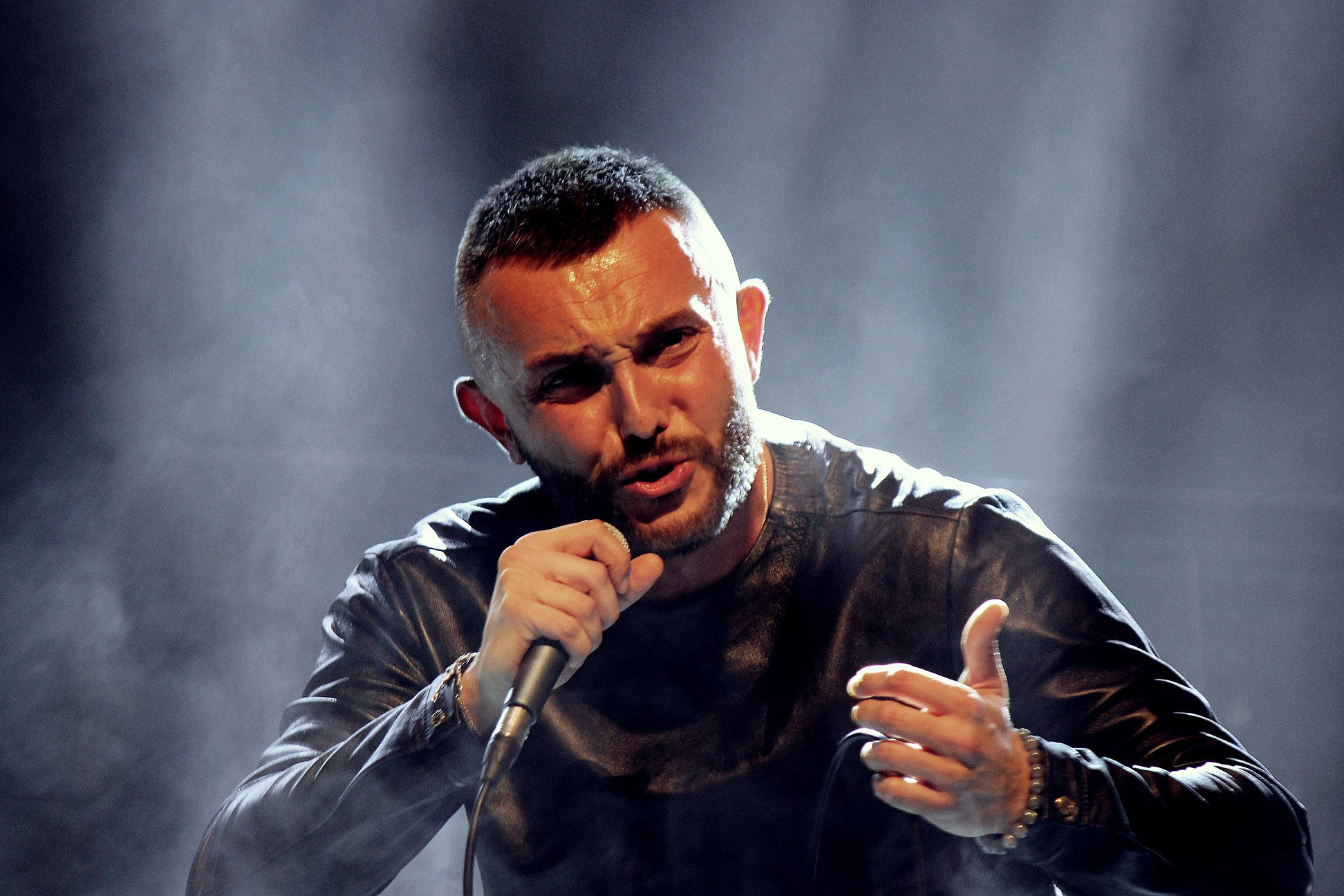
واسیل گاروانلیف خواننده اهل مقدونیه شمالی

۰–۱۴: ۲۳٪ (مرد: ۲۴۸٬۴۰۰ نفر - زن: ۲۳۰٬۰۹۱ نفر)
۱۵–۶۴: ۶۷٪ (مرد: ۶۸۴٬۰۲۵ نفر - زن: ۶۷۸٬۰۱۴ نفر)
بالای ۶۵: ۱۰٪ (مرد: ۸۹٬۵۳۹ نفر - زن: ۱۱۱٬۳۹۸ نفر)
- سرعت رشد جمعیت: ۰٫۰۴٪
- روند تولد: ۱۳٫۷۳ نفر از ۱٬۰۰۰ نفر
- روند مرگ: ۷٫۶۹ نفر از ۱٬۰۰۰ نفر
- روند مهاجرت: -۵٫۶۶ نفر از ۱٬۰۰۰ نفر
- میزان مرگ ومیر نوزادان: ۱۳٫۳۵ نوزاد از ۱٬۰۰۰ نوزاد
- میزان امید به زندگی: ۷۳٫۷۹ سال (۷۱٫۵۸ سال در مردان و ۷۶٫۱۹ سال در زنان)
- میزان بچه دار شدن: هر زن ۱٫۸۲ نوزاد
- اقوام: مقدونیه‌ای ۶۶٫۶٪، آلبانیایی ۲۲٫۷٪، ترک ۴٪، یونانی ۲٫۲٪، صرب ۲٫۱٪، نژادهای دیگر ۲٫۴٪
- دین‌ها: مسیحی (ارتدوکس) ۶۴٫۷٪، مسلمان ۳۳٫۴٪، دین‌های دیگر ۳٪
- زبان‌های گفتاری: مقدونیه‌ای ۶۸٪، آلبانیایی ۲۵٪، ترکی ۳٪، صربی و کروات ۲٪، زبان‌های دیگر ۲٪